# Beware! The Blob
Beware! The Blob (Atenție! Picătura) (cunoscut și ca Beware the Blob, Son of Blob, The Blob II sau The Blob Returns) este un film american independent de groază de comedie științifico-fantastică din 1972, regizat de Larry Hagman. Este o continuare a filmului The Blob (Picătura, 1958). Scenariul a fost scris de Anthony Harris și Jack Woods III, bazat pe o povestire a lui Jack H. Harris⁠(d) și Richard Clair. Filmul a avut inițial un rating PG din partea MPAA⁠(d), deși acum nu este evaluat. Este al doilea din seria de filme The Blob.

## Rezumat
La 15 ani după evenimentele din The Blob, un inginer de conducte de petrol pe nume Chester revine de la Polul Nord în casa sa din Los Angeles. Acesta aduce un recipient metalic care conține o mică mostră dintr-o substanță misterioasă înghețată descoperită cu un buldozer într-un șantier. Neștiind că este o bucată din Picătura din incidentul inițial din 1958 din Pennsylvania, Chester pune substanța în congelatorul de acasă înainte de a o duce în laborator pentru a fi analizată. Soția lui, Marianne, o dezgheață accidental, reanimând Picătura care mănâncă o muscă, un pisoi, pe Marianne și apoi pe Chester.
Lisa, prietena lui Chester și a Mariannei, îl vede pe Chester consumat de Picătură. Ea fuge, dar nimeni nu o crede, nici măcar iubitul ei, Bobby. Creatura crește rapid și preia în liniște orașul, absorbind mai mulți oameni. Lisa și Bobby se trezesc prinși în camionul lui Bobby, creatura încercând să intre peste ei. În timp ce se panichează, este pornit aerul condiționat al camionului și Picătura se retrage din cauza vulnerabilității sale la frig.
După ce a consumat alte zeci de oameni, Picătura acum masivă ajunge peste un patinoar în renovare. În cele din urmă Picătura este oprită după ce Bobby îngheață patinoarul, ceea ce face să înghețe și Picătura. Aceasta este filmată de o echipă de televiziune, iar una dintre luminile folosite topește o mică parte din Picătură, care se scurge către șerif și îi învăluie picioarele în timp ce acesta vorbește la televiziunea națională.

## Distribuție
- Robert Walker⁠(d) – Bobby Hartford
- Gwynne Gilford⁠(d) – Lisa Clark
- Richard Stahl⁠(d) – Edward Fazio
- Richard Webb⁠(d) – Șerif Jones
- Marlene Clark⁠(d) – Mariane Hargis
- Gerrit Graham⁠(d) – Joe, Ape-Suited
- J. J. Johnston⁠(d) –  Ajutor de șerif Kelly Davis
- Dick Van Patten⁠(d) – Cercetaș șef Adleman
- Tiger Joe Marsh – Naked Turk
- Fred Smoot – Mike Pinsetter, reparator
- Randy Stonehill⁠(d) – Randy, Chitarist / Cântăreț
- Cindy Williams⁠(d) – Hippie
- Preston Hagman – Preston, Boy Scout⁠(d)
- Larry Norman⁠(d) – adolescentă blondă
- Bill Coontz⁠(d) – Bowling Alley Manager
- Shelley Berman⁠(d) – Coafor
- Godfrey Cambridge⁠(d) – Chester Hargis
- Larry Hagman – Vagabond
- Carol Lynley⁠(d) – Leslie
- Danny Goldman⁠(d) – Bearded Teenager
- Rockne Tarkington⁠(d) – Ajutor de șerif Williams
- John Houser – Client la frizerie
- Robert N. Goodman⁠(d)	– Henry, paznic
- Patrick McAllister – Al, ajutorul reparatorului
- Byron Keith⁠(d) – client la bowling
- Burgess Meredith – Bătrânul vagabond
- Margie Adleman – Invitat la petrecere cu Joe

## Home media
Ca Son of Blob, împreună cu The Blob, filmul a fost lansat pe DVD de Umbrella Entertainment în septembrie 2011. DVD-ul este compatibil cu toate regiunile. Filmul a fost transferat în format HD la un raport de aspect original de 1,85 și lansat pe Blu-ray de Kino Lorber la 20 septembrie 2016. 

## Recepție
Istoricii de film Kim R. Holston și Tom Winchester au considerat că filmul „...este acum văzut ca o relicvă a perioadei hippy mijlocii sau târzii...”